# Stadionul CFR (Timișoara)
Stadionul CFR (română Stadionul CFR) este o arenă sportivă multifuncțională din Timișoara, România. În prezent este folosit mai ales pentru meciurile de fotbal și este terenul gazdei al CFR Timișoara. Stadionul are o capacitate de 7.000 de spectatori.
Inițial numit Stadionul Banatul, este un stadion construit în anul 1913, gazdă a echipelor Banatul Timișoara, Chinezul Timișoara și CAM Timișoara. În prezent (2010), stadionul este într-o stare avansată de degradare. Stadionul CFR a mai purtat numele de „Banatul” în perioada 1933–1945.
Arena este situată în apropiere de Gara Timișoara Nord și de Depoul CFR Timișoara.

## Istoric
Inaugurat în 1913 ca Stadionul Banatul, a ocupat terenul actualului stadion până în Al Doilea Război Mondial. Aici a câștigat Chinezul cele 6 titluri naționale consecutiv, record egalat abia 7 decenii mai târziu.
În 1944, stadionul a fost distrus de forțele Aliate, care au distrus și Gara Domnița Elena. Un nou stadion a fost reconstruit de către angajații CFR cinci ani mai târziu. A fost inaugurat oficial la 17 octombrie 1949, cu ocazia unui meci amical între CFR Timișoara și MATEOSz Budapesta. Până în 1964, în deschiderea jocurilor de fotbal, aici se juca rugby.
În 2005, odată cu revenirea după opt ani a CFR-ului în liga secundă, au fost cosmetizate tribunele și aleile din incinta stadionului și montate câteva sute de scaune în locul vechilor gradene de lemn, în tribuna dinspre cartierul Blașcovici.
În 2020, în perioada pandemiei de COVID-19, autoritățile au construit aici un spital de campanie, ca secție a Spitalului Militar, destinat exclusiv tratamentului pacienților de COVID-19. În 2021, stadionul a găzduit un maraton de opt zile de vaccinare cu vaccin anti COVID-19.
În prezent se află într-o stare avansată de degradare. Singura echipă care dispută meciuri este CFR 1933 Timișoara.

## Cluburi
Cluburile care și-au disputat meciurile de pe teren propriu pe această arenă de-a lungul timpului:
- Chinezul Timișoara 1913-1949
- Club Atletic Timișoara 1913-1936
- Banatul Timișoara 1923-1950
- CAM Timișoara 1936-1949
- CFR 1933 Timișoara 1933-prezent

## Vezi și
- Lista stadioanelor de fotbal din județul Timiș